# Carl Krebs
Carl Immanuel Krebs (Aarhus, 1889. február 11. – Slagelse, 1971. május 15.) olimpiai bronzérmes dán tornász.
Az 1912. évi nyári olimpiai játékokon indult tornában és a csapat összetettben szabadon választott szerekkel bronzérmes lett.
Klubcsapata az AS volt.